# Czapielina
Czapielina (biał. Чапеліна; ros. Чепелино, Cziepielino, pol. hist. Czapielino) – wieś na Białorusi, w obwodzie witebskim, w rejonie orszańskim, w sielsowiecie Wysokaje.

## Historia
W XIX i w początkach XX w. położone były w Rosji, w guberni mohylewskiej, w powiecie sieńskim, w gminie Kakowczyn. Następnie w granicach Związku Sowieckiego. Od 1991 w niepodległej Białorusi.